# أل دود
أل دود (بالإنجليزية: Al Dodd)‏ هو لاعب كرة قدم أمريكية أمريكي، ولد في 21 أغسطس 1945 في نيو أورلينز في الولايات المتحدة، وتوفي في 9 أبريل 1987.

## وصلات خارجية
- أل دود على موقع مرجع كرة القدم المحترفة.كوم (الإنجليزية)